# Nathan Mayer Rothschild (1er baron Rothschild)
 (août 2019).
Si vous disposez d'ouvrages ou d'articles de référence ou si vous connaissez des sites web de qualité traitant du thème abordé ici, merci de compléter l'article en donnant les références utiles à sa vérifiabilité et en les liant à la section « Notes et références ».
Nathan Mayer Rothschild (né le 8 novembre 1840 et mort le 31 mars 1915), 1er baron Rothschild, est un banquier et homme politique britannique. Il appartient à la branche londonienne de la dynastie financière des Rothschild.

## Biographie

### L'homme privé
Connu sous le nom de Natty, il est fils de Lionel de Rothschild (1808-1879) et de Charlotte von Rothschild (née von Rothschild), petit-fils de Nathan Mayer Rothschild dont il porte le nom, et arrière-petit-fils de Mayer Amschel Rothschild, fondateur de la dynastie.
Il fait ses études au Trinity College, à Cambridge, où il devient l'ami du Prince de Galles et quitte l'université sans avoir passé de diplôme.
En avril 1867, il épouse Emma Louise von Rothschild (1844-1935), une cousine de la branche des banquiers Rothschild allemands établis à Francfort. Ils ont trois enfants:
- Lionel Walter Rothschild (1868-1937), 2e baron Rothschild
- Charlotte Rothschild-Behrens (1873-1937)
- Charles Rothschild (1877-1923)

### L'homme public
En 1847, son oncle Anthony Nathan de Rothschild (1810-1876), est élevé à la dignité de 1er baronnet de Rothschild, de Tring Park. Anthony n'ayant pas d'héritier mâle, le titre revient à son neveu qui est élevé ensuite à la pairie et devient le baron Rothschild en 1885.
Il travaille d'abord en tant qu'associé dans la branche londonienne de la banque familiale, NM Rothschild & Sons, et en devient le président à la mort de son père en 1879. Sous sa direction, il conserve sa position prééminente dans le financement de grands projets privés et dans l'émission d'obligations au bénéfice des gouvernements des États-Unis, de Russie et d'Autriche.
À la suite du financement par les Rothschild du Canal de Suez, il établit une relation privilégiée avec Benjamin Disraeli et fait des affaires en Égypte.
Natty finance aussi Cecil Rhodes qui souhaite développer la compagnie britannique d'Afrique du Sud (British South Africa Company) et le conglomérat du Diamant De Beers. Il géra la succession de Rhodes à sa mort en 1902 et obéissant à ses dernières volontés, créa la bourse Rhodes à Oxford.
Il meurt le 31 mars 1915 et est inhumé au cimetière juif de Willesden.